# Täschner

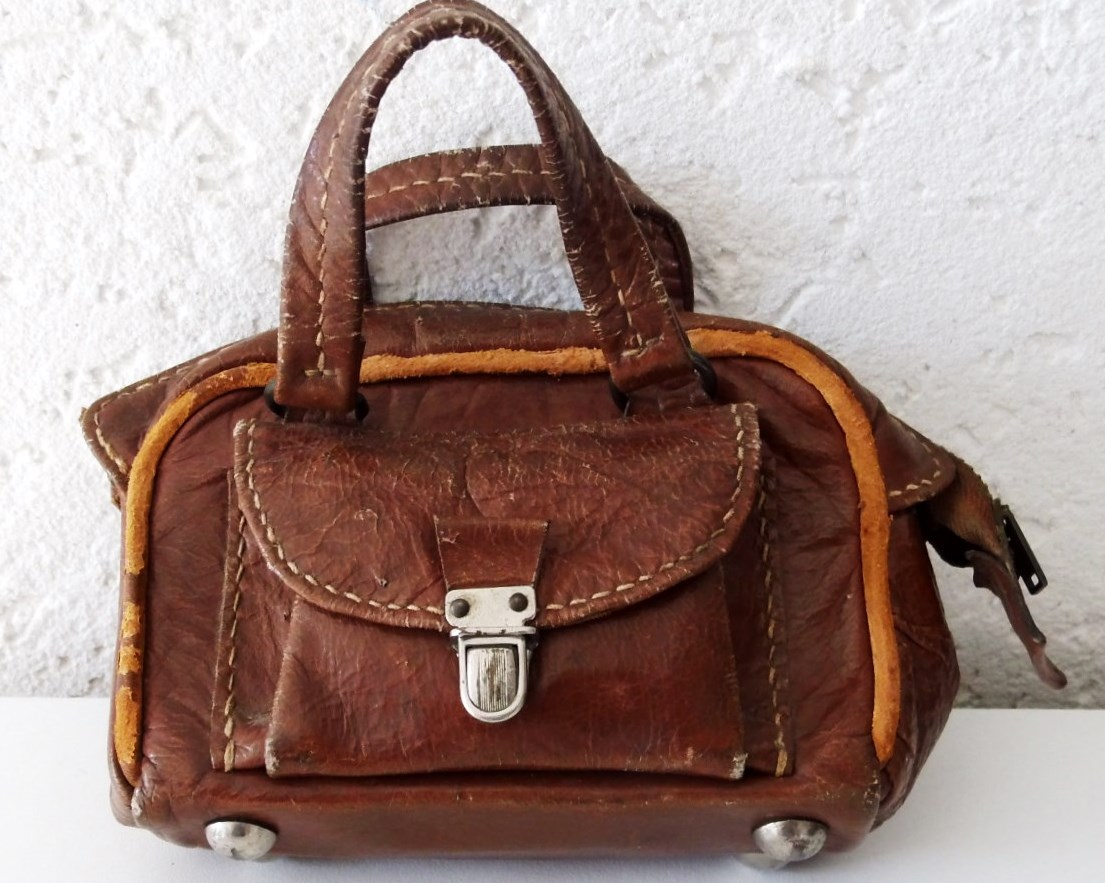
Puppentasche – Gesellenstück eines Täschnerlehrlings (Mitte der 1950er Jahre)

Als Täschner (in Österreich: Taschner) bezeichnet man einen Beruf des lederverarbeitenden Gewerbes.
Täschner stellen Koffer, Taschen und andere Behältnisse aus Leder, Kunststoff und Textilien her (Lederwaren) oder überziehen Stühle mit Leder.
In Deutschland ist der Täschner heute ein vom Bundesministerium für Wirtschaft und Technologie (BMWI) anerkannter Ausbildungsberuf; früher waren die Täschner in Zünften organisiert.